# Deux Arcs de 201,55°
Deux Arcs de 201,55° est une sculpture contemporaine réalisée en 1989, par Bernar Venet et installée sur le rond-point Jean-Monnet (carrefour de la Poterie) à Belley dans l'Ain en France. Elle a été inaugurée le 5 juin 1989. Elle est fabriquée en acier peint.

## Commande publique
La réalisation de la sculpture fait suite à une commande publique financée conjointement par le ministère de la Culture, la ville de Belley, la région Rhône-Alpes et par du mécénat. Belley est alors la première ville de la région à expérimenter la nouvelle politique régionale en matière d'art monumental initiée par Charles Millon, alors président du conseil régional de Rhône-Alpes. En 1989, le coût de la commande publique suscite la polémique localement.

## Description
L'œuvre est constituée de deux arcs de cercle d'angle au centre 201,55 dégrés chacun .

Comparaison de la taille avec plusieurs autres œuvres contemporaines présentes sur des ronds-points en France. De gauche à droite : La Main jaune, Deux Arcs de 201,55°, Hommage à Confucius et Autour d'un abri jaune.